# Plaza de toros de Hervás
La plaza de toros de Hervás se localiza en la ciudad de Hervás, en concreto en el monte Castañar Gallego, en las cercanías de la ermita de San Andrés que alberga la imagen del Cristo de la Salud. Pertenece a la provincia de Cáceres (Extremadura). Data del año 1929 aunque en 1950 fue reconstruida.  La plaza está considerada de tercera categoría al no celebrarse en ella más de quince espectáculos taurinos al año, ni estar la plaza ubicada en una capital de provincia.

## Historia
La Guía taurina menciona la celebración en 1906 de festejos taurinos en Hervás, en una plaza de toros provisional.
El edificio actual de la plaza de toros de Hervás combina parte del edificio antiguo con una reconstrucción que se realiza en 1950, según José María Cossío. Las reformas que se llevaron a cabo en la plaza respetaron el ruedo original, la los tendidos de sol y la contrabarrera; las partes que se reformaron son la cimentación, el muro de mampostería que rodea la plaza y  los muros radiales para reforzar el perímetro y la contrabarrera. Posteriormente se han realizado reformas en el palco presidencial, se ha cubierto y se ha levantado un segundo piso para añadir tendidos.

## La plaza
La plaza cuenta con un aforo de cinco mil localidades. El diámetro del ruedo es de 41 metros, porque hasta 1962 no se regulan las dimensiones de los ruedos taurinos. La nueva normativa establece que los ruedos deben tener un diámetro menor de sesenta metros y mayor de cuarenta y cinco metros de diámetro. Tiene dos taquillas, enfermería propia, patio de arrastre, dos corrales y seis toriles.

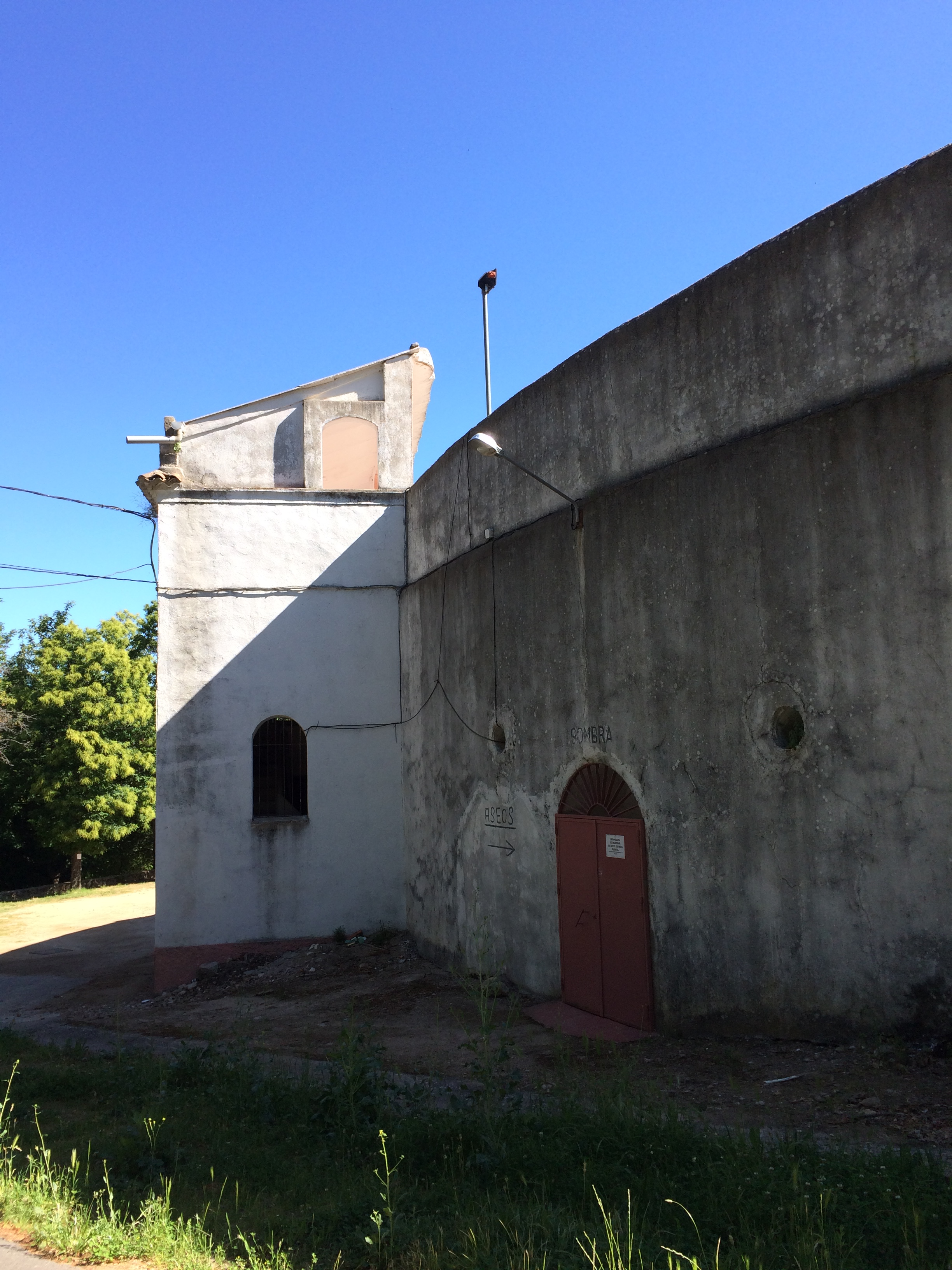
Lateral, puerta principal.
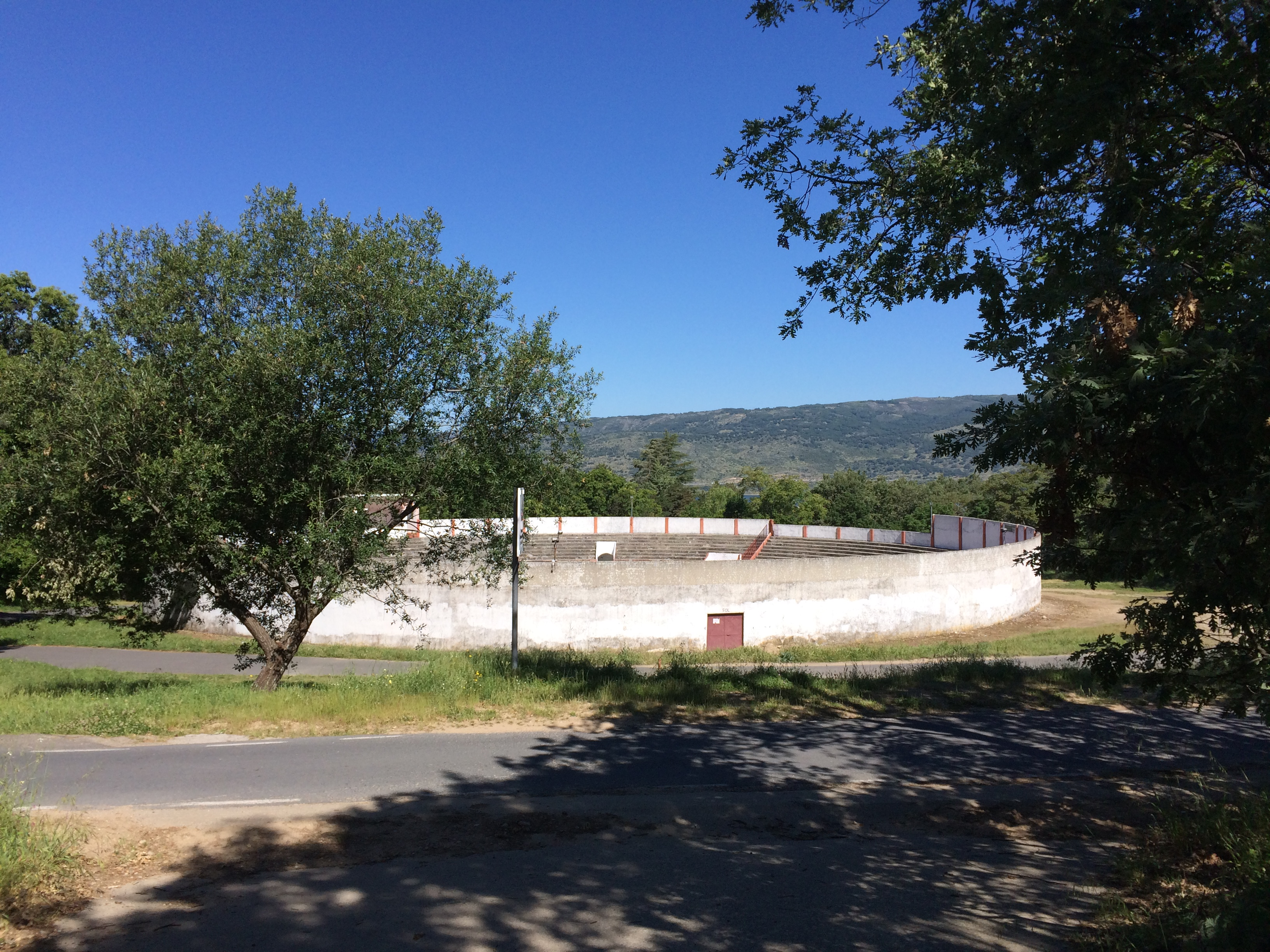
Exterior, acceso al tendido de sol.
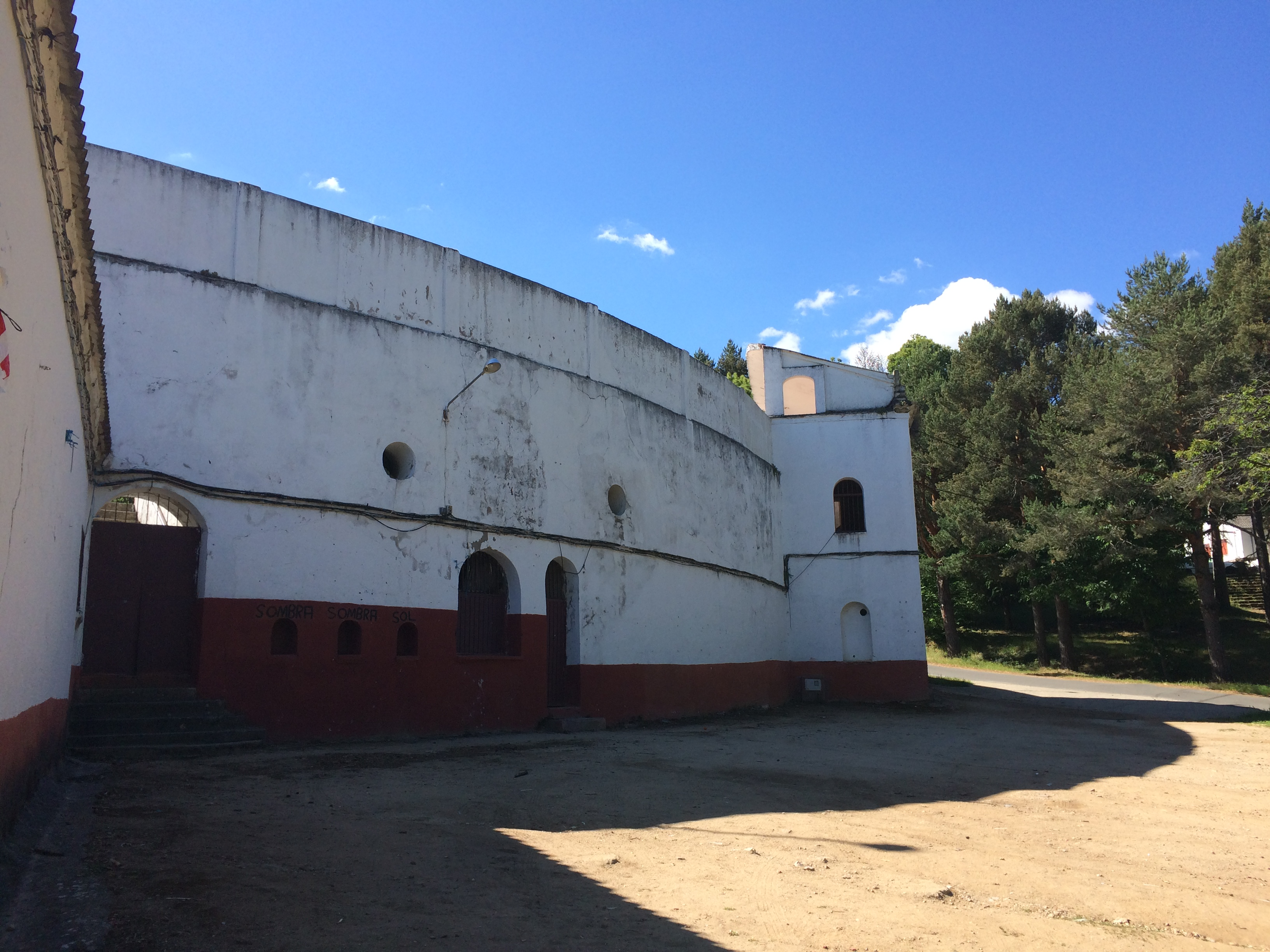
Lateral, taquillas y acceso a gradas.
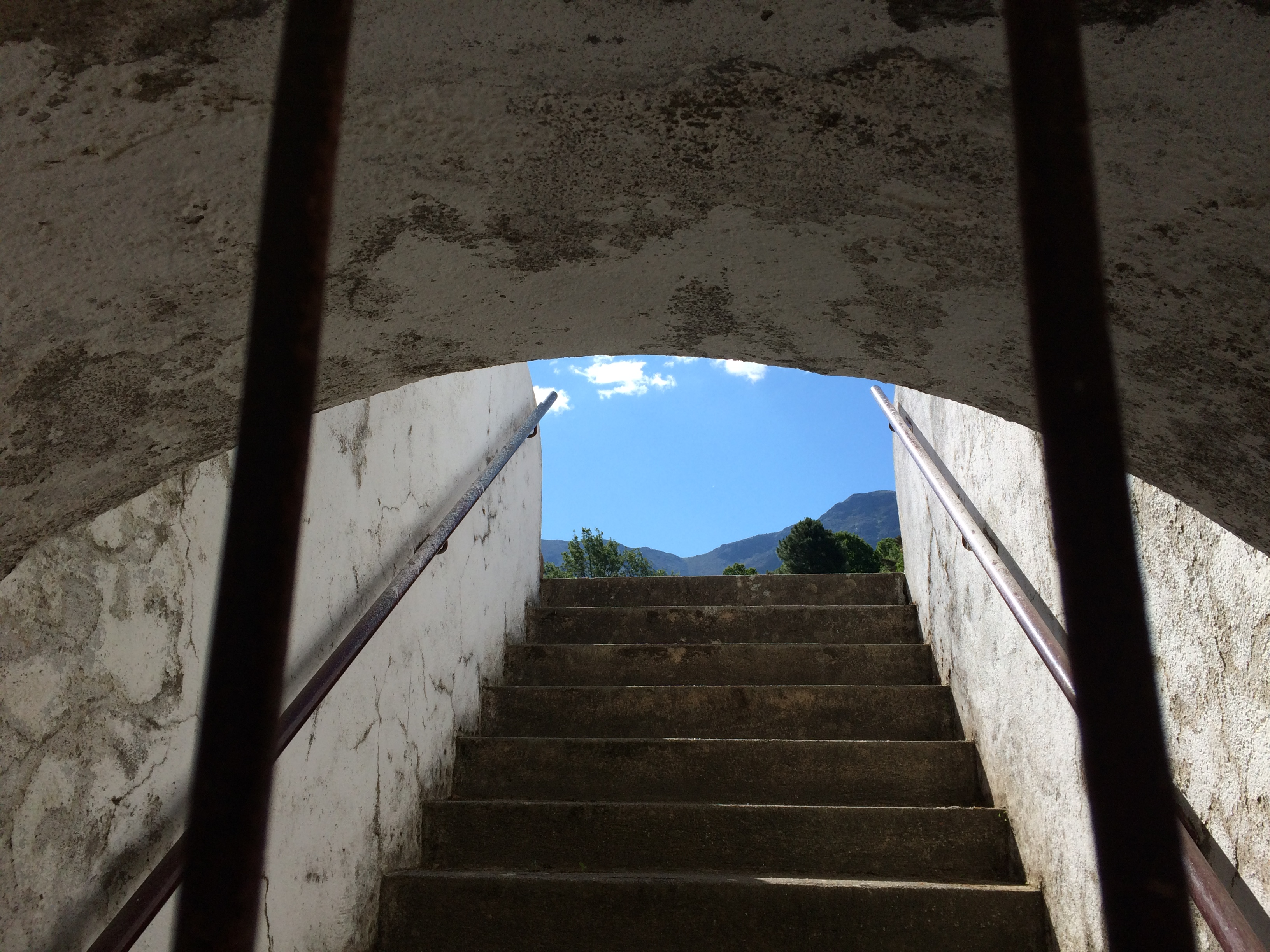
Escalera de acceso a gradas.
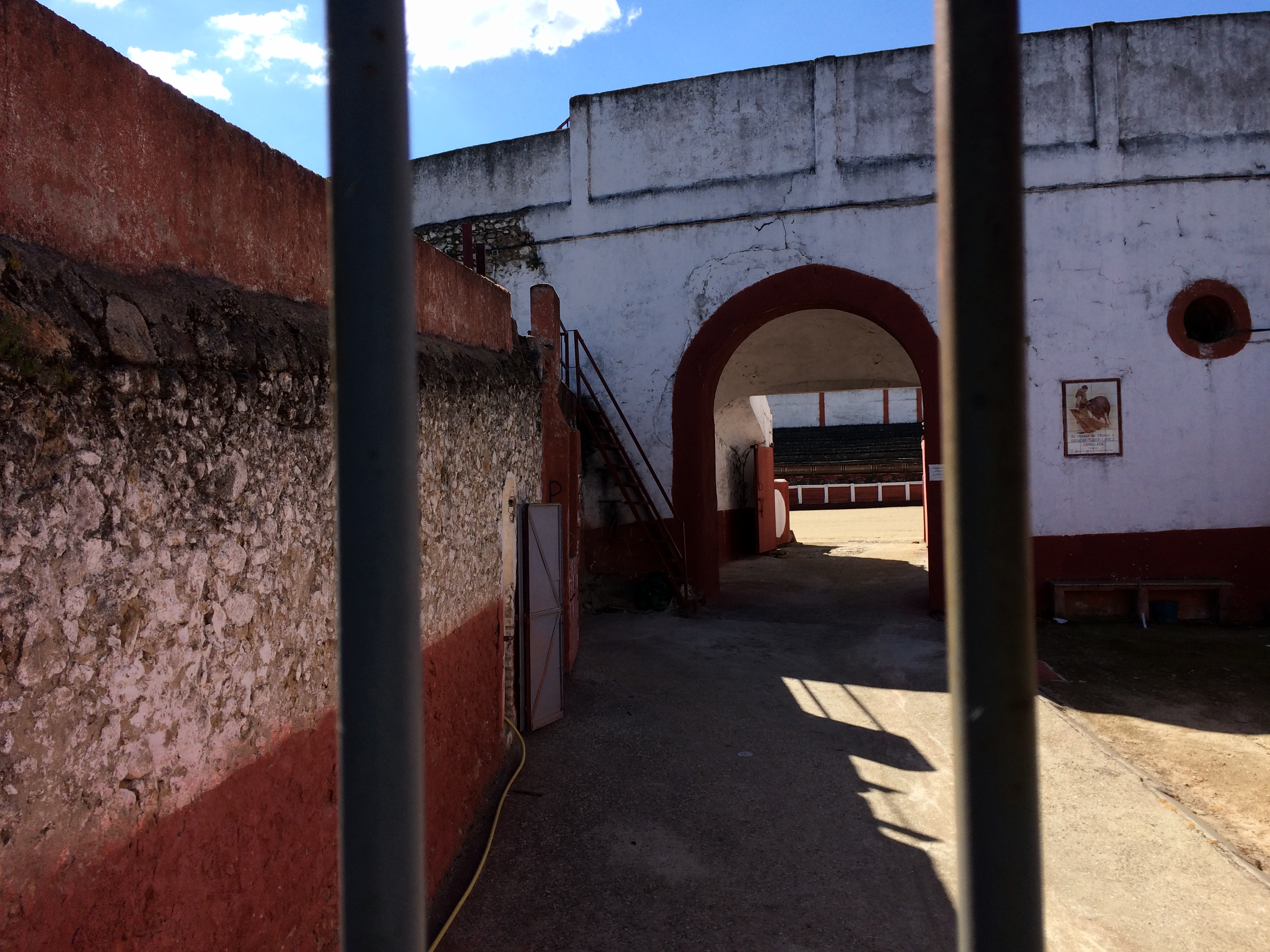
Patio, puerta de toriles (fondo) y acceso a corrales (izquierda).
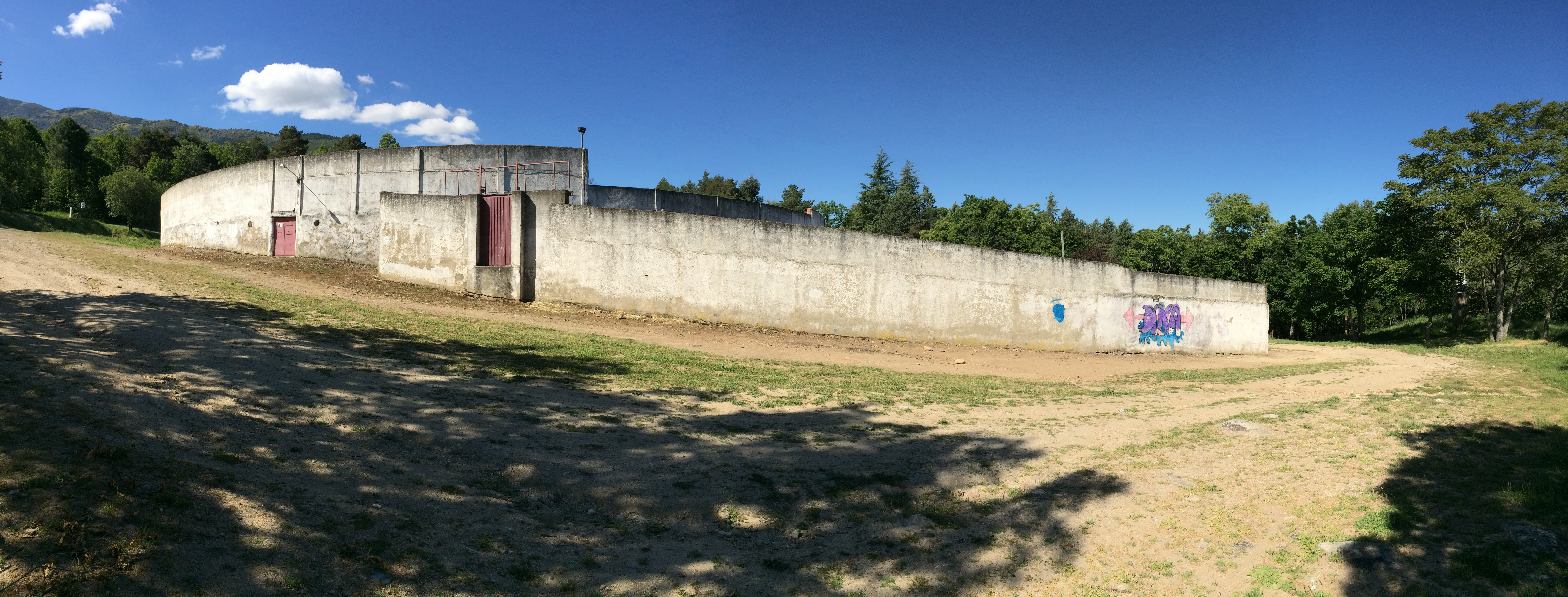
Exterior, fachada de corrales.

## Hechos históricos
- El 16 de septiembre de 1929  Andrés Coloma Sanjuan «Clásico» torea en Hervás. Manuel Otamendi escribe la siguiente crítica:

«¿Matador de toros para vestirse tres veces de torero en todo el año? ¡Hombre por Dios! Una tarde en Alcoy, su pueblo; otra en Hervás y la última en Carabanchel, y... a esperar Navidad. Menos mal que le han contratado para Perú y Colombia, y acaso saque allí para el turrón.»
- El 16 de septiembre de 1932 Andrés Coloma Sanjuan único espada en Hervás con novillos de Barahona.[10]
- El 15 de agosto de 1951 se inauguró el coso taurino con una novillada de la ganadería de Ramón Sánchez Vicente para los novilleros Alberto Rojas «Morenito de Caracas» y Manuel García «Espartero», no debe confundirse con el famoso matador del mismo nombre Manuel García Cuenca «Espartero».[7]
- El sábado 15 de agosto de 2015 el diestro cacereño Emilio de Justo se encerró en Hervás con seis toros de las ganaderías de Luis Albarrán, Sánchez Ibarguen, Victorino Martín, Francisco Galache, El Cubo y Urcola en la que el torero corto un total de seis orejas.[11][12][13]

## Festejos
Los festejos taurinos se celebran en torno al 15 de agosto en las ferias de Hervás . En la actualidad se celebran dos festejos taurinos al año en esta localidad.